# Piresia leptophylla
Piresia leptophylla är en gräsart som beskrevs av Thomas Robert Soderstrom. Piresia leptophylla ingår i släktet Piresia och familjen gräs. Inga underarter finns listade i Catalogue of Life.